# Dollnstein

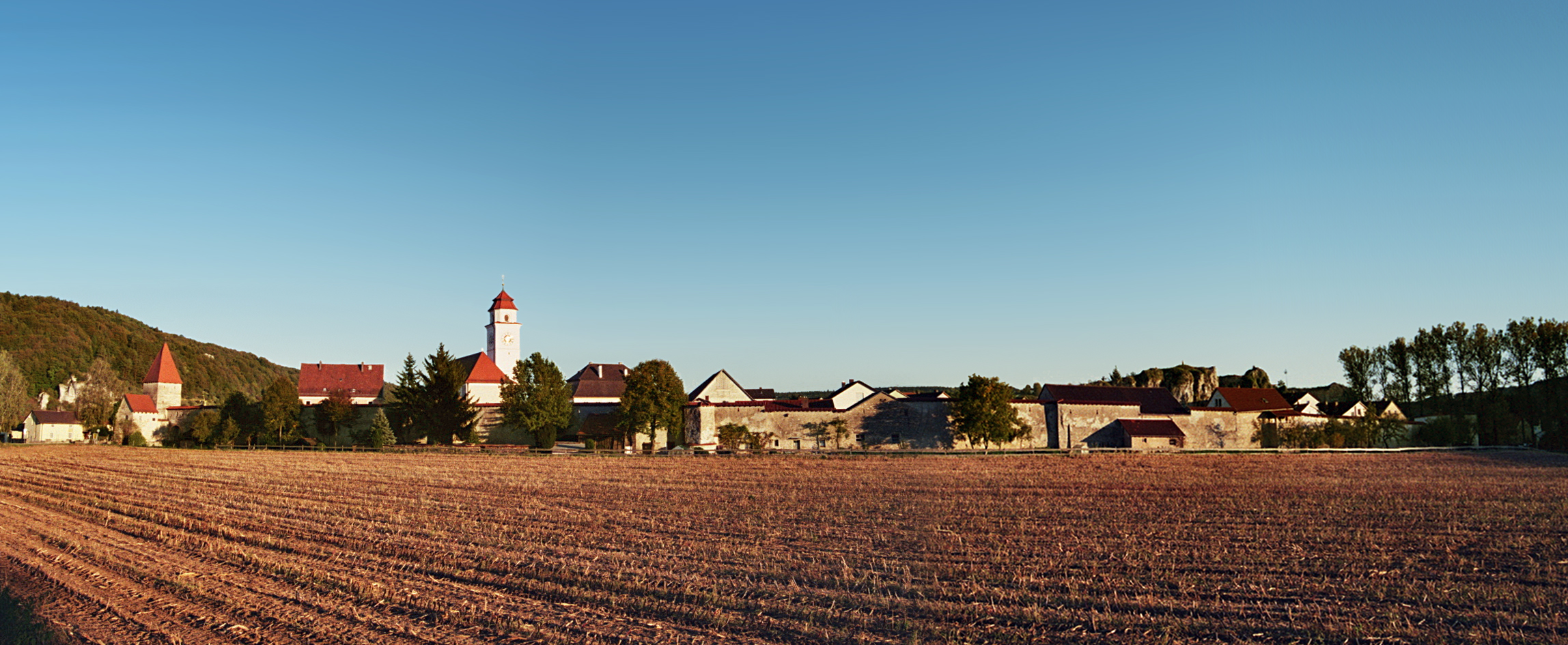
Der weitgehend erhaltene, unverbaute Befestigungsring des Marktes

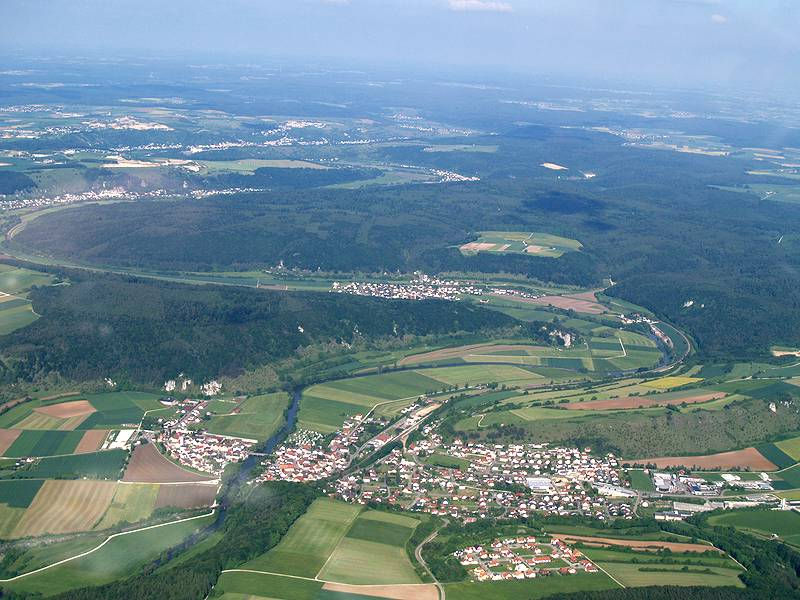
Luftbild von Dollnstein, dahinter die Altmühl-Schleife auf Eichstätt zu

Dollnstein (bairisch Doischda) ist ein Markt im Westen des oberbayerischen Landkreises Eichstätt und liegt im Naturpark Altmühltal am Zulauf des Urdonautales zum heutigen Altmühltal.

## Geografie

### Gemeindegliederung
Die Gemeinde hat 10 Gemeindeteile (in Klammern ist der Siedlungstyp angegeben):
- Attenbrunnmühle (Einöde)
- Breitenfurt (Kirchdorf)
- Bubenrothermühle (Weiler)
- Dollnstein (Hauptort)
- Eberswang (Kirchdorf)
- Groppenhof (Einöde)
- Hagenacker (Dorf)
- Obereichstätt (Pfarrdorf)
- Ried (Dorf)
- Ziegelhütte (Weiler)

### Nachbargemeinden
|           | Schernfeld                                  |            |
| Mörnsheim | Kompassrose, die auf Nachbargemeinden zeigt | Eichstätt  |
|           | Wellheim                                    | Adelschlag |

## Geschichte

### Vorgeschichte
Eine vor- und frühgeschichtliche Besiedlung des Gebietes von Dollnstein ist vielfach nachgewiesen, etwa durch Funde, die eine hallstattzeitliche Eisenverhüttung belegen. Durch das Gemeindegebiet führte die wichtige Römerstraße von Weißenburg (Großkastell, Markt) über Treuchtlingen, wo sich eine Verbindung nach Westen anschloss, über Dollnstein mit einer Altmühlfurt oder -brücke, eventuell gab es dort auch eine Verbindung zur Donau, weiter über Nassenfels (Markt, Verwaltungssitz) bis nach Großmehring/Pförring, wo sich Donauübergänge befanden. Reste einer Villa Rustica wurden in Dollnstein gefunden.

### Mittelalter
In der nachrömischen Zeit lag dort das Grenzgebiet zwischen Alemannen und Franken (Sualafeld) im Westen und Baiern (Nordgau) im Osten.
Die Ersterwähnung Dollnsteins als Tolunstein befindet sich in einer Schenkungsurkunde Heinrichs II. an das Kloster Bergen aus dem Jahre 1007. Archäologisch ist jedoch eine Befestigung vor 1000 n. Chr. nachgewiesen. Bischof Gundekar II. von Eichstätt (1057--1075) hat Dollnstein in der Liste seiner Kirchweihen vermerkt. Spätestens ca. 1147 erhalten die Grafen von Grögling (später Hirschberg) Dollnstein als Lehen von der Eichstätter Kirche (Graf Gerhard I. von Grögling übergibt ein Gut in civitate suaTolnstaine...). Am 1. Juni 1149 wird Graf Gerhard in einer Urkunde von König Konrad III. nach dem Umzug nach Dollnstein erstmals „comes de Tholenstein“ genannt. Um 1200 beziehen die Grafen dann ihre repräsentative Burg in Hirschberg. Die Frauenfasnacht von Dollnstein wird von Wolfram von Eschenbach in seinem ca. 1200--1210 geschaffenen Versroman Parzival erwähnt. Zwischen 1305 und 1309 kam es zu Erbstreitigkeiten zwischen dem Bistum Eichstätt und den Grafen von Oettingen nach dem Aussterben der Hirschberger. Die Witwe Sophia von Graf Gebhard VII. von Hirschberg war eine Tochter von Graf Ludwig V. von Oettingen. Das Haus Oettingen erhielt schließlich Dollnstein und verkaufte es 1360 an den Grafen von Heideck.
1387 verlieh König Wenzel Dollnstein das Marktrecht. Noch vor 1401 wurde die Marktbefestigung errichtet und der Markt um Burg und Kirche neu angelegt. Aus dieser Zeit stammen Siegel und Wappen von Dollnstein. 1440 wurde der Ort an das Hochstift Eichstätt verkauft. Er war zu diesem Zeitpunkt der größte Marktort des Territoriums. Dollnstein übertraf um 1500 mit 420 Einwohnern auch die Hälfte der Städte des Hochstifts Eichstätt, das ab 1500 zum Fränkischen Reichskreis zählte.

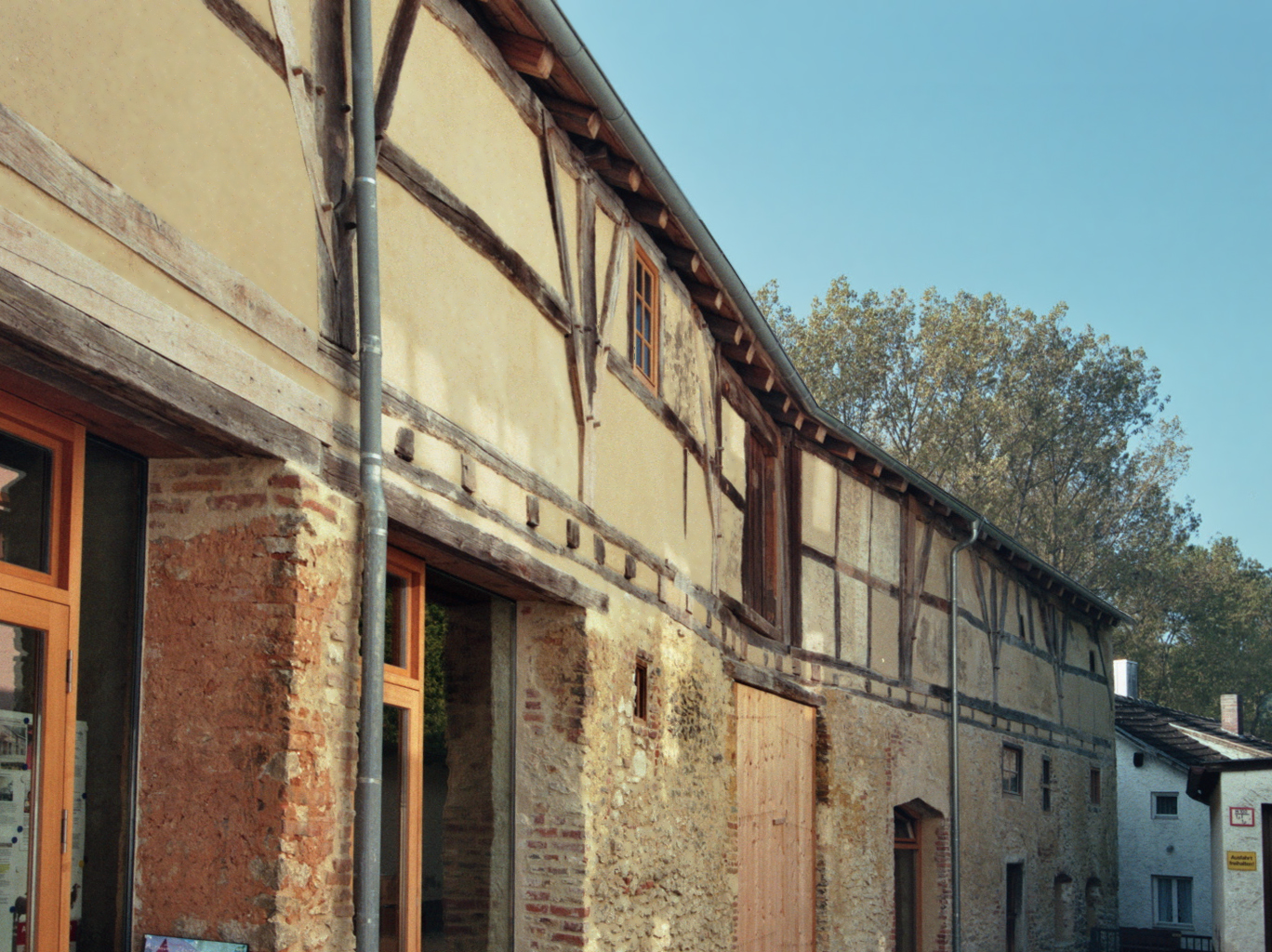
Reste der unteren Burganlage im Markt
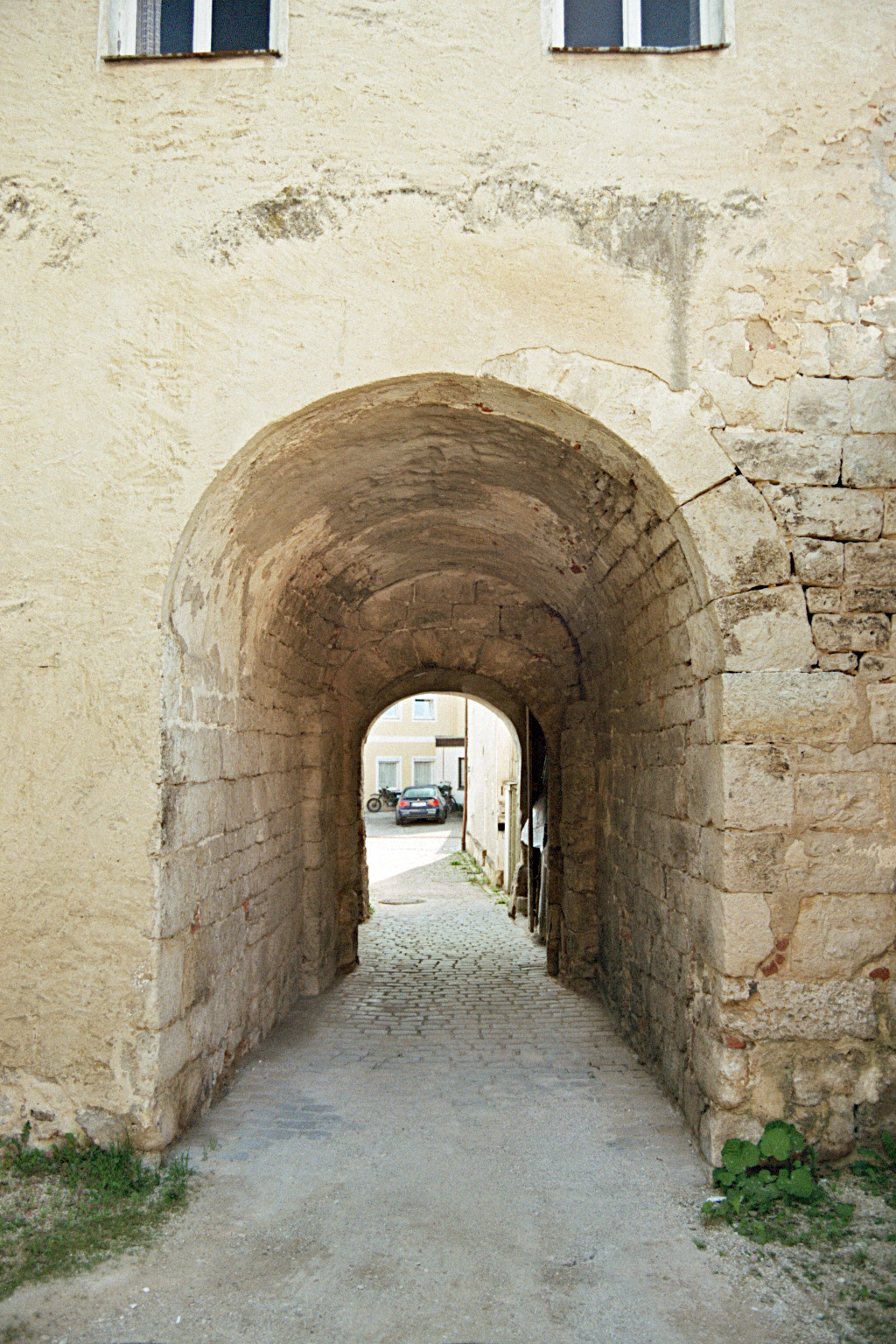
Zugang zur ehemaligen Unterburg
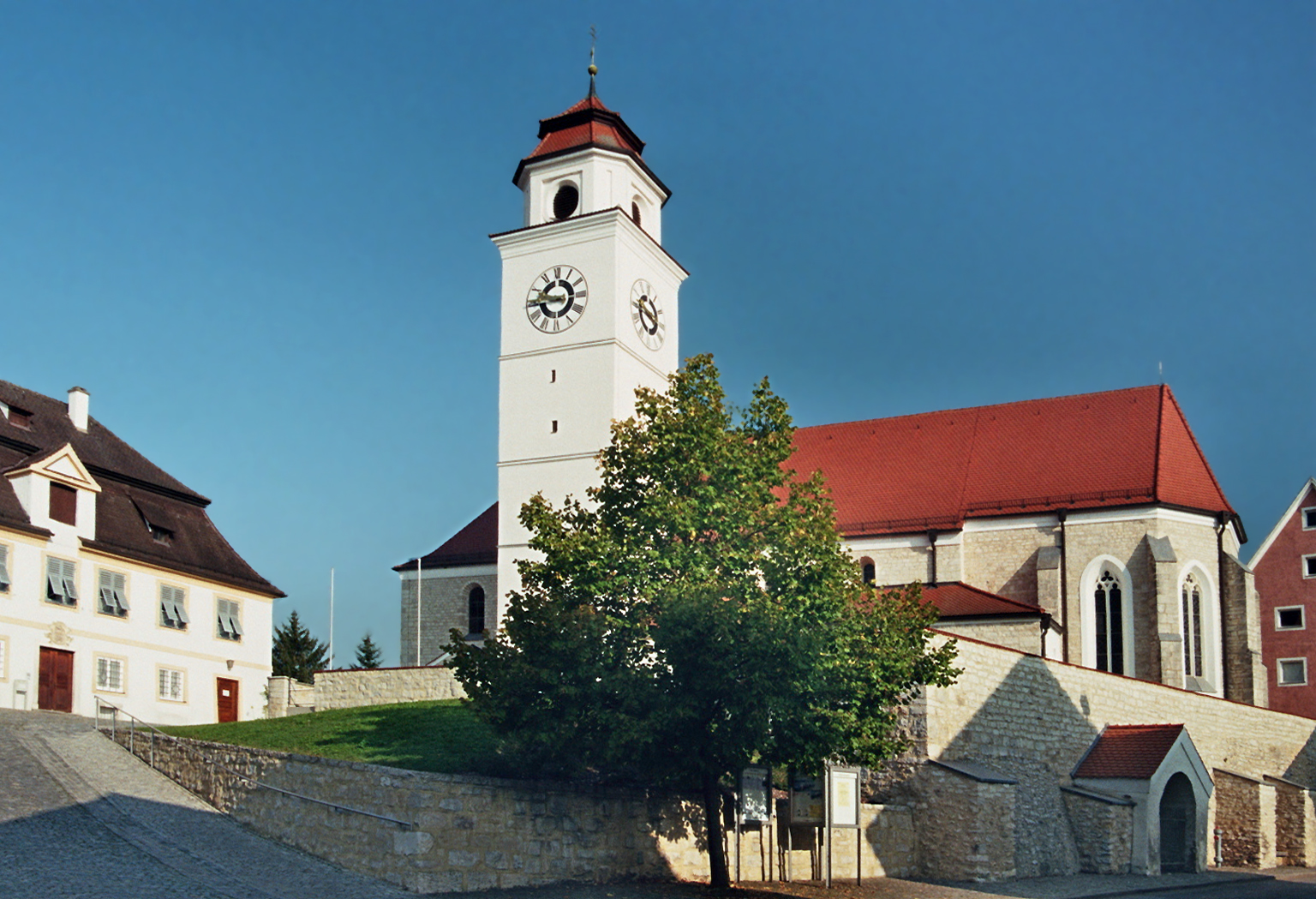
Pfarrhaus (links) und Kirche
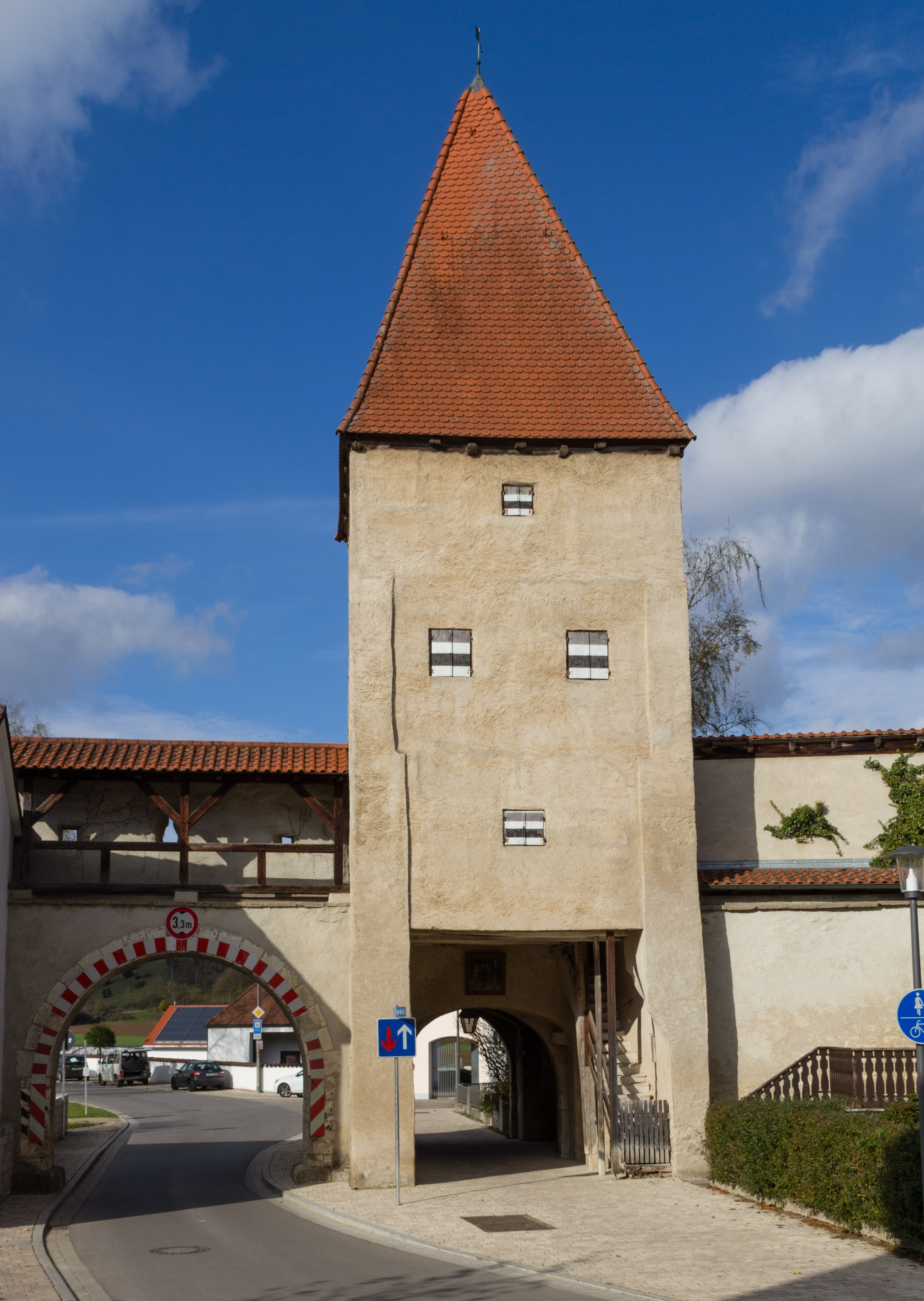
Markttor, Sicht von Süden
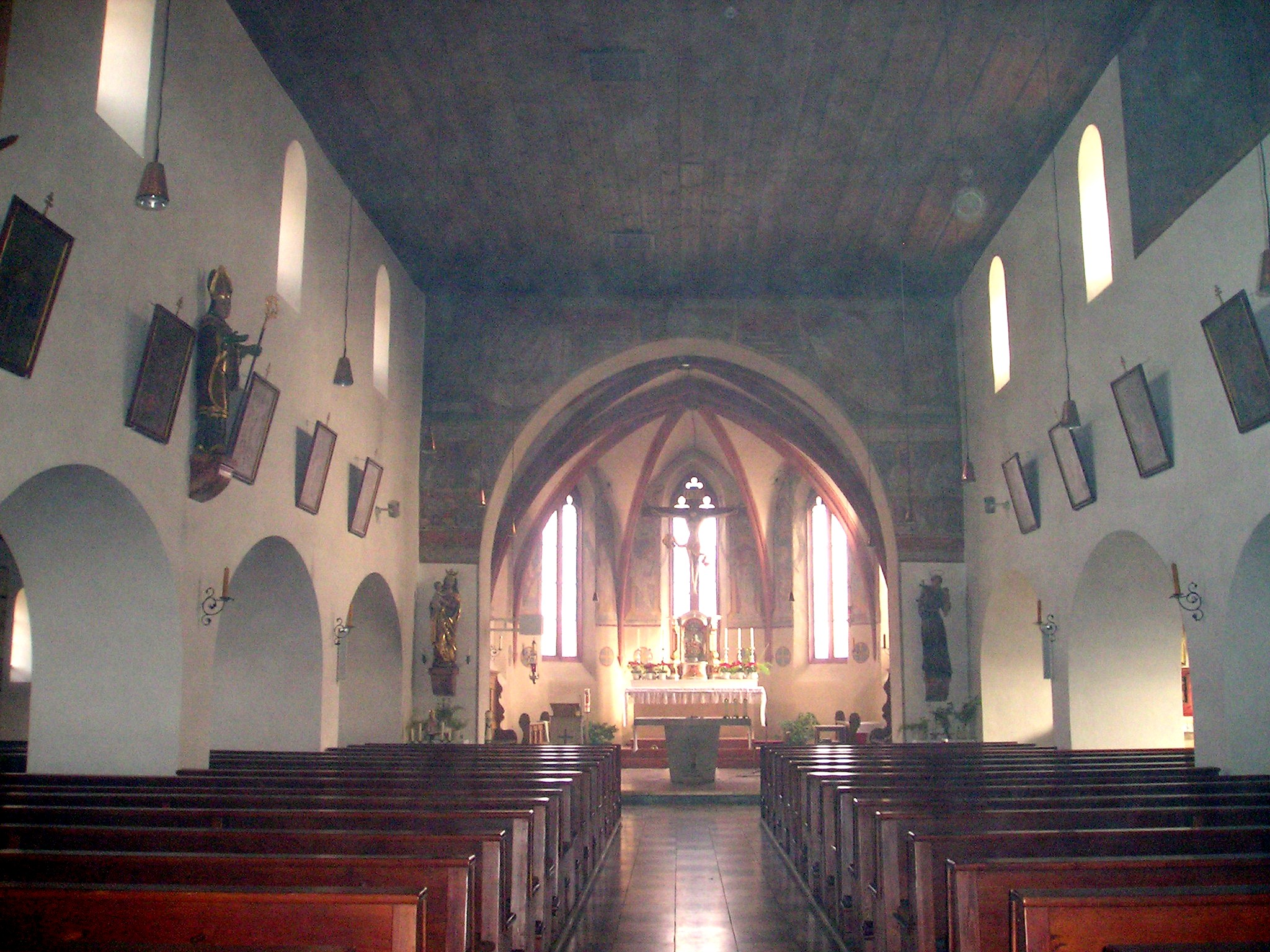
Blick in die Kirche zum freskengeschmückten Chor hin

### Neuzeit
Während der Hexenverfolgung im Hochstift Eichstätt wurden mindestens sieben Frauen aus Dollnstein als vermeintliche Hexen angeklagt und zum Tode verurteilt. Fünf der Hinrichtungen fanden 1589 und 1590 statt, eine weitere 1603 und 1625.
Im Jahre 1870 erhielt Dollnstein einen Eisenbahnanschluss.

### Eingemeindungen
Im Zuge der Gebietsreform in Bayern wurde am 1. Januar 1971 ein Teil der Gemeinde Haunsfeld (Ried und Groppenhof) eingegliedert. Am 1. Januar 1972 folgten die ehemaligen Gemeinden Breitenfurt und Eberswang. Obereichstätt kam am 1. Mai 1978 hinzu.

### Einwohnerentwicklung
Zwischen 1988 und 2018 wuchs der Markt von 2595 auf 2867 um 272 Einwohner bzw. um 10,5 %.

## Politik
- CSU: 7
- SPD: 3
- FW: 2
- VfD: 2

### Gemeinderat
Der Gemeinderat von Dollnstein hat 14 Mitglieder. Bei der Kommunalwahl am 15. März 2020 ergab sich bei einer Wahlbeteiligung von 74,45 % folgende Besetzung:
- 7 Sitze CSU
- 3 Sitze SPD
- 2 Sitze Verantwortung für Dollnstein
- 2 Sitze FW

### Bürgermeister
Seit Mai 2014 ist Wolfgang Roßkopf (CSU) Erster Bürgermeister; er wurde mit 56,4 % der Stimmen gewählt und am 15. März 2020 mit 79,0 % für weitere sechs Jahre im Amt bestätigt. Sein Vorgänger war Hans Harrer, der 12 Jahre (2002–2014) im Amt war.

### Wappen
| Wappen von Dollnstein | Blasonierung: „In Rot auf drei silbernen Steinblöcken eine silberne Burg mit Ringmauer, Bergfried und blauen Dächern auf den Gebäuden.“ |
| Wappen von Dollnstein | |

## Kultur und Sehenswürdigkeiten

### Sehenswürdigkeiten
Sehenswert sind neben der Burg Dollnstein, in deren Stallgebäuden sich das Altmühlzentrum befindet, die in weiten Teilen erhaltene Stadtmauer, die Ende des 14. Jahrhunderts erbaut wurde.

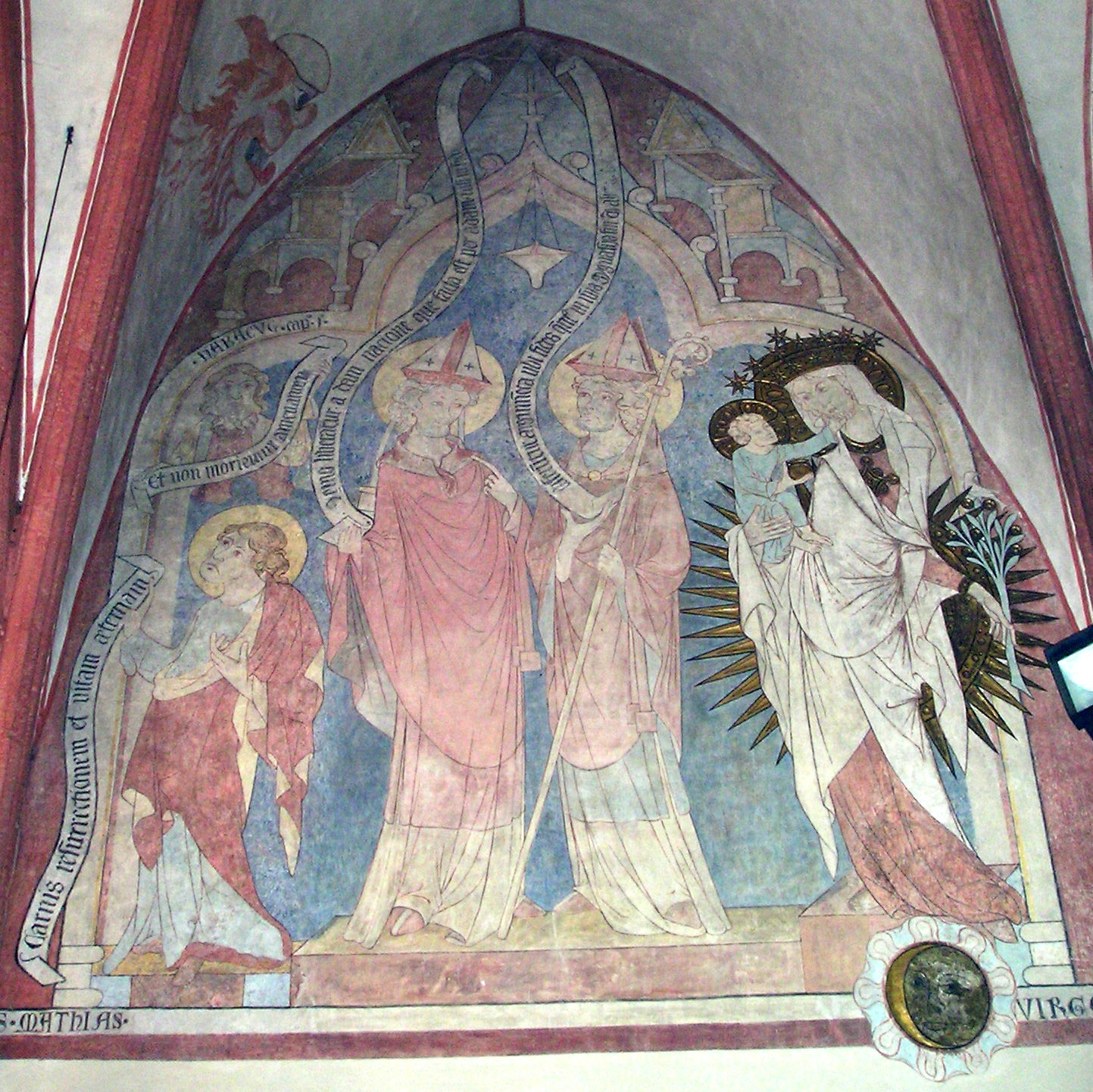
Fresko im Chorraum

Die Pfarrkirche St. Peter und Paul liegt erhöht auf einer Felsbank innerhalb des ummauerten Marktorts. Das Langhaus der Kirche ist im Kern romanisch (Weihe 1063), der Chor entstand in der Gotik (um 1300), ebenso wohl der Turm, der nach einem Brand 1728 nach den Plänen von Gabriel de Gabrieli einen barocken Helm erhielt. Gabrieli erbaute auch den schlossartigen Pfarrhof neben der Kirche (1744). Das Langhaus wurde 1842 nach Westen und 1931/32 um die Seitenschiffe erweitert. Hervorragendstes Kunstwerk der Kirche sind die Fresken im Chor, die um 1320 bis 1330 entstanden und 1877/78 wiederentdeckt und restauriert wurden. Als weitere Mariendarstellungen finden sich eine spätgotische Holzfigur (um 1470–1480) links vor dem Chorbogen und eine ebenfalls spätgotische Pietà (um 1490) vor dem Kriegerdenkmal. Auf dem rechten Seitenaltar ist ein Abendmahlbild zu sehen, das um 1520–1530 entstand und wohl dem Nördlinger Maler Hans Schäufelein, einem Mitarbeiter Dürers in seiner Nürnberger Werkstatt, zuzuschreiben ist. Auf Dollnsteins Vergangenheit als Verwaltungsbezirk des Hochstifts Eichstätt weisen zahlreiche Epitaphien fürstbischöflicher Beamter in der Kirche hin.
Der Altortbereich mit mittelalterlicher Struktur, teils aus dem 12., teils aus dem 14. Jahrhundert, verfügt über etliche Einzeldenkmäler im typischen Baustil des Jurahauses.
Seit 2019 steht am Ortseingang des Ortsteils Obereichstätt eine 22 Tonnen schwere Würfel-Skulptur von Alf Lechner. Es handelt sich dabei um eine Dauerleihgabe der Alf-Lechner-Stiftung, die auch die Kosten übernahm.

### Naturdenkmäler
Landschaftlich reizvoll sind die Felsformationen entlang des Altmühltals, das Naturwaldreservat Beixenhard, mehrere Trockenrasen und Wacholderheiden rund um Dollnstein sowie der Burgstein gegenüber der Bubenrother Mühle, der zu den 100 schönsten Geotopen Bayerns zählt.

## Wirtschaft und Infrastruktur
Dollnstein ist als Kleinzentrum ausgewiesen (Einzugsbereich etwa 7500 Einwohner, davon etwa 1550 im Ort, 3000 in der Gemeinde) und bietet eine entsprechende Grundversorgung.

### Unternehmen
In Dollnstein befinden sich mehrere kleinere Unternehmen im Bereich Metall- und Maschinenbau. Die Rohrdorfer-Gruppe produziert in Dollnstein Betonfertigteile. Bis 2003 war im Ort der letzte deutsche Produktionsstandort des Luxusmodeunternehmens Escada.

### Tourismus
Am 21. September 2011 bildeten die acht Kommunen Dollnstein, Wellheim, Nassenfels, Egweil, Oberhausen, Burgheim, Rennertshofen und Neuburg an der Donau die ARGE Urdonautal, eine Arbeitsgemeinschaft, deren Zweck in der Förderung und Koordinierung des Tourismus im Urdonautal liegt.

### Verkehr

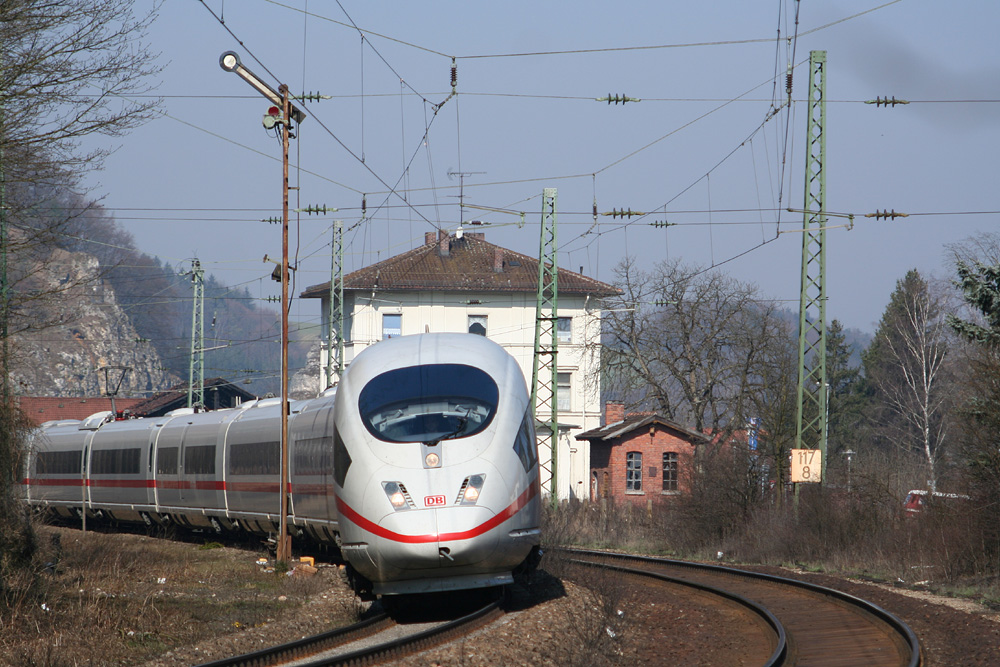
Ein ICE 3 bei der Durchfahrt durch Dollnstein

Dollnstein besitzt seit 1870 einen Haltepunkt an der Bahnstrecke von München über Ingolstadt und Treuchtlingen nach Nürnberg (siehe Bahnstrecke München–Treuchtlingen). Dollnstein ist Halt aller RB und RE. Wegen der reizvollen Landschaft und der historischen Bahnanlagen ist die Gegend rund um Dollnstein bei Eisenbahnfotografen beliebt. Im Gemeindeteil Obereichstätt gab es auch einen Haltepunkt, der 1985 aufgelassen wurde. Die Bahnstrecke Dollnstein–Rennertshofen wurde 1993 stillgelegt und in den Folgejahren abgebaut. Der Radwanderweg, der den Altmühlradweg von Dollnstein mit dem Donauradweg bei Rennertshofen verbindet, führt teilweise über die Trasse der ehemaligen Bahnlinie.
Das Mittelzentrum Eichstätt liegt nur rund 15 Kilometer entfernt, südöstlich sind es zum Oberzentrum Ingolstadt rund 45 Kilometer.

## Persönlichkeiten

### Ehrenbürger
- Ludwig Körner (1915–2012), katholischer Pfarrer, erster Dekan des Dekanates Eichstätt, Ehrenbürger von Dollnstein und Träger der Bürgermedaille in Gold in Sengenthal[15]

### Söhne und Töchter des Marktes
- Ludwig Ruff (1878–1934), Architekt
- Erich Zenger (1939–2010), Ordinarius für Altes Testament an der Universität Münster
- Walther L. Bernecker (* 1947), Historiker und Philologe, Spezialist für Spanien und Lateinamerika
- Gisela Schneeberger (* 1948), Kabarettistin und Schauspielerin

### Mit Dollnstein verbundene Persönlichkeiten
- Philipp von Arenberg (1848–1906); Prinz aus dem hochadeligen Haus Arenberg, später Domkapitular in Eichstätt, war von 1880 bis 1882 Kaplan in Dollnstein
- Alf Lechner (1925–2017); Künstler (Stahlbildhauer); lebte in Obereichstätt; Atelier im ehemaligen Eisenhüttenwerk in Obereichstätt, verbunden mit eigenem Skulpturenpark